# 1차 진도 간첩단 사건
대한민국 중앙정보부는 1981년 1월 10여 년간 암약해 왔다는 고정간첩단 사건 3건을 발표하는데 그 중 하나가 1차 진도 간첩단사건이다. 6.25때 월북한 박양민이 조카를 데리고 납북하여 간첩교육을 받은 후 간첩활동을 시켰다는 내용이었다. 당사자인 김정인은 안기부의 혹독한 고문과 자백하지 않을 경우 가족들에게도 똑같은 조치를 취하겠다는 협박에 못 이겨 허위자백을 하는데 이로 인해 사형을 판결받는다. 1985년 10월 31일 김정인에 대한 사형은 집행되었고 국가권력의 고문에 의해 무고한 국민의 목숨을 강탈당한 부끄러운 사건으로 기록되고 있다.

## 관련자
| 성명   | 관계            | 연령 | 직업 | 1심      | 비고            |
| 박양민 | 김정인의 외삼촌 |      |      |          | 남파간첩        |
| 김정인 | 당사자          | 41   | 어업 | 사형     | 1985년 사형집행 |
| 김양오 | 부(80년 사망)   |      |      |          |                 |
| 석달윤 | 박양민의 10촌   | 46   | 어업 | 무기     | 1998년 가석방   |
| 박공심 | 김정인의 이모   | 41   |      | 1년6월   |                 |
| 장제영 | 박양민의 친구   |      | 의사 | 2년      |                 |
| 박두례 | 김정인의 모     | 62   |      | 기소유예 |                 |
| 한화자 | 김정인의 처     | 39   |      | 기소유예 |                 |
| 김정수 | 김정인의 제     | 37   |      | 기소유예 |                 |

2심은 모두 기각, 3심은 김정인만 파기 환송하였으나 검찰이 적용 법조를 변경하여 결국 사형 확정됨.
김정인은 1985년 10월 31일 사형이 집행되었다. 2007년 당시 조작의혹이 제기되던 80년대의 간첩 사건에서 실제로 사형이 집행된 경우는 김정인 씨가 유일하다.

## 언론발표
▲간첩 김정인(41, 어업)은 60년7~77년4월간 8차에 걸쳐 남파된 간첩 박양민에게 포섭되어 64.5, 66.7, 71년10월 등 3차 입북하여 ①진도일대 해안(침투루트) 경비상황 ②경부고속도로 상황 ③군복무 당시 지득한 사항 ④부락주민의 성분 및 포섭 대상자 등을 보고하고 지하망 구축방법•김일성 투쟁기•공산주의 우월성•북괴 발전상 및 통신 연락방법（A-3수신)등 교양을 받는 한편 3차에 걸쳐 공작금 21만원, 금지환 1개, 선전책자 10권, 라디오 1개 및 조생종 볍씨 5홉 등 공작금품을 수수했다.
또 친, 인척 등을 대상으로 친목계를 조직하고 부 김양오, 처 한화자, 제 김정수 및 외척 석달윤 등과 같이 간첩활동 하다 검거됐다.
▲간첩 김양오(80년 1월 사망)는 간첩 김정인의 부로서 남파간첩 박양민에게 포섭되어 62년9월 및 77년6월 2차에 걸쳐 입북, 간첩교양받고 잠입 활동하다가 80년1월 본적지에서 고혈압으로 사망.
▲간첩 석달윤(46, 어업)은 간첩 김정인의 외척으로서 접선시마다 친목계 조직실태 및 해안경비상황을 보고하였으며 72년3월에는 박양민의 초등학교 동창인 장제영을 안내, 박과 접선시키는 등 활동하다 피검됐다.
중략

▲박두례(62, 김정인의 모) ▲한화자(39, 김정인의 처) ▲김정수(37, 김정인의 제) ▲박공심(41, 김정인의 이모) 등은 남파간첩 박양민과 회합 및 연락하면서 이들 간첩활동을 방조한 자들임.

## 관련자들의 관계
박양민은 1970.11. 1. 중앙정보부에서 작성한 월북자 명단에 기재되어 있다. 김정인은 부 김양오와 모 박두례의 아들이자 박양민의 외조카이다. 박두례는 박양민의 이복누나이자 박공심의 언니이다. 박양민은 석달윤과는 고종 10촌간이며, 장제영과는 고향 친구이다.
1980년 8월 중앙정보부(이하 중정이라 한다)는 남파공작원 오○○을 통하여 박양민이라는 공작원이 남파되어 공작활동을 하였다는 내용을 북한에서 전해들은 바 있다는 막연한 진술을 확보하고 이를 근거로 박양민의 고향인 진도를 중심으로 내사를 하여 박양민의 외조카 김정인, 고종 10촌 석달윤, 친구 장제영, 여동생 박공심 등을 강제 연행하여 불법 구금한 상태에서 조사한다.

석달윤은 김정인의 집에서 약 200미터의 가까운 거리로 같은 동네에서 생활하고 있었고 진도읍내에서 화성의원을 운영하는 장제영과는 아이들이 아파 몇 번 진료를 받기 위해 방문한 것이 전부였다. 장제영은 박양민의 동창으로 같은 마을에서 자랐으며 서울 신촌에서 같이 하숙을 한 경험이 있는데 6.25 전쟁 이후로는 만난 사실이 없다고 진실화해 정리위원회에서 진술하였다.

## 김정인에 대한 수사 및 재판 결과
| 일자     | 밀입북후 수행했다고 공소장에 기재된 주요내용                                                                                           | 비고          |
| -------- | --- | ------------- |
| 1964. 5. | 부락 경비상황, 어업실태 설명, 라디오 구입자금 1만원, 난수표 1조, 암호문 1조, 불온책자 5권, 금반지 1개 수령                             | 공소시효 경과 |
| 1966. 7. | 조선노동당 입당, 지하조직 강화 지령, 경비상황과 인심동향 수집 보고 지시, 공작금 10만원, 라디오 1대, 난수표. 암호문. 불온책자 5권 수수. |               |
| 1971.10. | 경부고속도로에 비행기 착륙 가능, 진도 일부지역 경비초소가 없다는 내용 보고                                                             |               |

- 김정인에 대한 공소사실중 밀입북관련 내용
김정인에 대한 공소사실을 보면 세 차례에 걸쳐 북한에 밀입북한 것으로 되어 있다. 최초가 1964년 5월이고 두 번째가 1966년 7월, 그리고 마지막이 1971년 10월이었다. 그런데 1964년 5월에 입북한 사실은 공소시효가 경과하여 기소되지 않았고 다만 참고사항으로 모두사실에 기재되었을 뿐이었다. 김정인은 중정에서 모든 사실에 대해 자백하였고 서울지검에서도 시인하였지만 서울지법의 공판에서는 1966년 7월의 입북사실만 인정하였고 조선노동당 입당 및 나머지 공소사실을 모두 부인하였다. 그러나 항소이유서와 서울고법의 공판에서는 그마저도 부인한다.
김정인은 항소이유서에서 1964년 5월의 월북에 대하여는 인정하고 있다. 이 때 처음 보는 외삼촌 박양민을 따라 이북에 한번 간 것이 전부인데, 이때에도 박양민이 일본가는 고깃배라고 하면서 가자고 하여 처음에는 가지 않겠다고 하자 박양민이 자신의 팔을 강제로 낚아 채 끌려가다시피 하였고, 대문 밖에 무장을 한 청년이 총부리를 옆구리에 들이대며 조용히 하라고 하여 할 수 없이 해안가로 가서 이북 가는 배를 타게 되었고, 이북에 머무는 동안 박양민에게 제발 하루라도 빨리 자신을 집으로 보내 달라고 애원을 하였는데, 그 이후는 박양민을 본 적이 없다고 주장하였다.
많은 증인들이 1966년 7월과 1971년 10월의 입북에 대하여 중정의 수사과정에서는 김정인이 월북한 사실이 있다고 하였으나 서울지법의 공판과정에서는 이를 부인하고 그러한 사실이 없다고 진술내용을 번복하였다. 더군다나 어장을 운영하던 김정인이 진도에서 북한을 다녀오기 위해서 15일 이상을 비웠다면 자신이 알았을 것이라고 주장한 증인도 있었다.
공소장에 기재된 금반지 1개에 대하여도 김정인은 항소이유서에서 1970년경 아내를 위해 목포시내에서 사 준 반지라고 주장하였고 라디오도 이북에서 가져온 것이 아니고 1980년 당시 대부분의 집에 한 대씩 있는 물건이라고 주장하였다.
1심 법원인 서울지방법원은 1981. 1.30. 김정인에게 사형을 선고한다(재판장 부장판사 노승두, 판사 이흥복, 여상규). 서울고법에 제기한 항소는 모두 기각되었다. 대법원은 김정인의 상고를 일부 받아들여 2심 판결을 파기하여 서울고법에 환송한다. 형법에 규정된 간첩행위는 기밀에 속한 사항 또는 도서 물건을 탐지 수집하는 행위를 말하는데 김정인은 이미 수집하였거나 지득하고 있는 사항을 입북하여 북괴공작원에게 보고한 행위를 간첩죄로 처벌할 수 없고 기밀탐지수집행위에 대하여 공소시효가 완성된 여부를 밝혀 볼 필요가 있다는 취지였다.
대법원의 파기환송에 따라 서울고등법원에 넘어온 파기환송심에서 검찰은 김정인에 대한 적용 법조를 일반이적죄로 변경한다. 결국 서울고등법원은 김정인에 대하여 재차 사형을 판결하고 이에 대한 김정인의 재상고에 대하여 대법원은 1982. 5.25. 상고를 기각함으로써 판결은 확정된다. 김정인은 대법원의 확정판결에 대해 재심개시청구를 하였지만 기각되었고 대법원 판결일로부터 약 3년이 경과된 1985년 10월 31일 사형이 집행되었다.
대법원 사형확정 후 이루어진 두 차례의 재심 청구도 모두 기각되었는데, 진짜 촌극은 두 번째 재심 기각결정문이 그의 사형집행 1년 후 교도소로 배달되었다는 사실일 것이다.
중략
그 호소문, 김정인의 2차 재심청구서는 이렇게 끝난다.

“아무런 증거도 없는 것을 가지고 채고형까지는 너무나 가하지 않읍니까. 넓으신 마음으로 이 못난 소인을 한번 살려주세요. 판사님 형법에 의한 벌만 주싶시요. 판사님…. 1984년 11월15일 피고인 김정인.”

## 석달윤에 대한 수사 및 재판결과
석달윤에 대한 공소사실에 의하면
석달윤은 1965. 4. 경 군산시 해망동 버스정류장에서 박양민을 상면, 박양민이 간첩으로 남파되었음을 인지하고, 1965. 8. 경 전북 이리 소재 박공심을 찾아가 박양민의 생존소식을 알려주고,
1966. 7. 하순 전북 옥구군 미면 간척공사장 제3공구 사무실에서 박양민과 접선, 박양민으로부터 금 10만원을 교부받는 등 박양민에게 포섭되어 동인의 지령에 따라 활동하여 오던 중,
① 1966. 9. 하순 전북 옥구군 미면 간척공사장 제 1공구 사무실 뒷산에서 박양민과 접선, 간척공사장 현황에 대해 설명하고, 공사장 공사가 끝나면 고향으로 내려가 조직 활동을 잘하여 보라는 지시와 함께 금 15만원을 교부 받음으로써 남파되어 암약중인 박양민의 간첩행위를 용이하게 하여 간첩을 방조하고,
② 1970. 6. 경 (진도군 임회면 죽림리) 마을 앞 시앙골 냇가에서 박양민과 접선하고, 1971. 5. 경 진도군 의신면 활곡리 소재 박양민의 본가에서 박양민과 접선하고, 1972. 9. 경 전시 박양민의 본가에서 박양민과 접선, 박양민으로부터 “이곳 해안경비 상황을 파악하여 알려 달라”는 지시를 받고 이를 응락하고, 1972. 11. 말 진도군 임회면 죽림리 부락앞 김 양식장에서 김○○로부터 부락앞 해안경비 상황을 문의하여 설명을 들은 다음, 1973. 5. 경 피고인 집 앞에서 정○○으로부터 박양민이 보낸 노란봉투 1개를 교부받고 진도군 임회면 죽림리 시앙골 소당바위에서 박양민과 접선, 김○○에게 수집해 두었던 해안경비 상황을 알려줌으로써 박양민의 간첩행위를 용이하게 하여 간첩을 방조하였다.

판결은 석달윤의 위 범죄사실 ①, ②에 대해 구국가보안법 제2조, 형법 제98조제1항의 간첩방조죄를 적용하였다.
당시 증인들의 증언내용은 “1972. 11월말 석달윤이 부락 앞 경비상황이 어떠냐고 묻기에 해안경비초소의 방위병의 근무현황에 대해 설명해 준 일이 있다”는 진술이었다. 또한 “1973. 5. 낮 모르는 30대 청년으로부터 노란봉투를 석달윤에게 전해달라는 부탁을 받고 석달윤에게 전해 준 일이 있다”는 진술이었다.
이에 대하여 석달윤은 탄원서에서 “검찰조사에서 중정진술과 다른 진술을 할 경우 검찰청 15층에서 더 혹독한 고문을 당할 것이라는 협박을 받았다”고 주장하였고, 서울고법 공판에서도 박양민을 한 번도 만난 적이 없고, 중정진술은 고문에 의한 허위자백이라고 진술하였다.
항소이유서에서 석달윤은 “부락 앞 경비초소는 동네 부락민이 공동 작업으로 손수 만든 것이고, 아들이 초소에서 방위병으로 근무했고, 마을사람이라면 누구나 알고 있는 사실이다. 중정에서 물어본 사람을 말해야 된다고 해서 동갑인 김○○에게 들은 것 같다고 진술한 것이다”라고 주장하였고 “중정조사 과정에서 말해야 된다고 해서 친구 정○○이 노란봉투를 전해주었다고 진술했으나, 정○○이 준 봉투는 수협의 양식자금을 상환하라는 독촉장이었다”고 주장하였다.

## 장제영 및 박공심에 대한 수사 및 재판결과
석달윤의 또 다른 범죄 사실은 박양민의 친구인 화성의원 원장 장제영을 박양민과 회합하도록 주선하여 박양민이 장제영을 포섭하는데 필요한 연락과 정보 등의 편의를 제공하였다는 것이다. 이에 대하여 석달윤은 서울지법 공판에서 만남을 주선해 준 바 없다고 혐의내용을 부인하였고, 항소이유서에서는 아이의 치료를 위해 2차례 병원을 방문하여 장제영을 만난 것 이외에 별도로 만난 일이 없었다고 주장하였다. 또한 상고이유서에서는 처음 조사할 때는 1972년으로 했다가 조사 끝에 1974년으로 변경하였다고 주장하였다.
이에 중정은 다른 피의자를 검찰로 송치하면서 장제영을 석방하였는데 1972. 4월은 공소시효가 경과한 시점이었기 때문이다. 그러나 그 이후에 중정이 장제영에게 석달윤의 증인이 되어 달라고 하였으나 장제영이 검찰에서 불리한 증언을 하자 범죄시기를 공소시효 이내인 1974년으로 변경한 후 구속한 것이라고 진술하였다. 장제영은 중정에서 혐의사실을 모두 자백하였으나 김정인과 석달윤의 혐의사실을 증언해 준다는 조건으로 불구속 송치된 이후에 검찰에서는 모든 사실을 부인하였는데 다시 구속된 이후에는 모든 혐의사실을 시인하였다.
박공심은 김정인의 모친인 박두례의 언니이다. 1975년에서 1978년 사이에 김정인이나 그의 부친인 김양오를 만나면서 이들이 월북한 사실을 확인했거나 북괴의 지령을 받은 것을 알 수 있었음에도 수사정보기관에 신고하지 않았다며 불고지죄와 회합통신죄 등을 적용하였다. 그러나 김정인의 입북사실은 인정할 수 없고 부친인 김양오는 이미 사망하여 그의 처 및 자식들의 자백만으로 입북사실을 입증하고 있으나 이 역시 다른 증거가 없어 입증이 곤란하다. 그 이외에는 사법경찰관 작성의 각 진술과 중정에서의 진술 등이 있으나 대부분 정황증거일 뿐이며 직접적인 관련이 없다.

## 재심결과

### 불법구금
| 성명   | 구속영장 발부일 | 중정 인지동행보고 | 실제 연행일   |
| 김정인 | 1980. 9.30.     | 1980. 9.23.       | 1980. 8.10.경 |
| 석달윤 | 1980. 9.30.     | 1980. 9.23.       | 1980. 8.21.   |
| 박공심 | 1980. 9.30.     | 1980. 8.24.       | 1980. 8.12.   |
| 장제영 | 1980.10.18.     | 1980. 8.12.       | 1980. 8.14.   |

김정인과 석달윤 및 박공심에게 구속영장이 발부된 것은 가을로 접어든 1980. 9.30.이고 장제영은 이보다 늦은 1980.10.18.이었다. 중정이 이들을 임의 동행하였다고 보고한 내부 보고서에는 이들의 인지동행날짜가 9.23.과 8.24. 및 8.12.일로 기재되어 있다. 그러나 진실화해위원회는 참고인으로 당시 진도경찰서 정보과 소속 경사를 조사하였는데 그는 이에 대하여 “그것은 중정이 석달윤에 대한 연행일시를 감추기 위해서 조작한 것으로 석달윤이 연행된 시기는 한여름 더위가 아직 가시지 않은 시기였고, 석달윤은 아직 반팔 차림으로 유치장에 있었다. 석달윤이 연행되기 약 7일 전쯤에 김정인 가족 모두가 중정에 잡혀간 사실은 진도마을 사람이면 누구나 다 알고 있었다”라고 진술하였다.
그 밖에 다른 참고인들의 진술을 종합해보면 이들에 대한 연행일은 1980년 8월 10일에서 21일 사이인 것으로 추정된다.
따라서 김정인은 약 47일, 석달윤 약 40일, 박공심은 약 49일, 장제영은 약 55일 동안 불법 감금된 상태에서 조사를 받았음을 인정할 수 있다.

### 고문
김정인은 서울지법 공판에서 “검찰에서 자백한 것은 또 고문이 있을까봐 허위 자백하였다”고 진술하였고,
석달윤은 서울지법에 제출한 탄원서에서  “중정 조사관 6명(2인 3조)에게 47일간 조사받으면서 그 고통을 이겨내지 못하고 허위 자백하였고, 검찰 조사시 중정 진술과 다른 진술을 할 경우 검찰청 15층에 올라가 더 무서운 고문을 받게 될 것이라고 협박을 받았다”고 주장하였고,
서울고법에 제출한 항소이유서에서 “박양민을 한 번도 만난 적이 없는데 중정에서 고문으로 인해 허위 자백한 것이고, 검찰에서 고문에 의해 허위 자백하였다고 주장했으나 검사가 일축해 버렸다”고 주장하였다.
장제영은 서울지법 공판에서 “중정에서 56일간 고문을 받아 정신분열증이 재발할 것 같아 허위 자백하였다”고 진술하였다.
박두례는 서울지법 공판에서 “중정에서 며느리와 아들이 맞는 것을 보고 허위 자백했고, 검사 앞에서도 애들이 또 맞을까 두려워 허위 자백하였다”고 진술하였고, 김정수는 서울지법 공판에서 “검찰에서도 고문이 있을까 두려워 허위자백 하였다”고 진술하였다.
당시 수사에 참여했던 중정 1단 1국 3과 소속 수사관 19명에 대한 인적사항을 입수하여, 수사관들의 사진을 제시하고 가혹행위를 하였다는 수사관을 지목하게 하였던 바, 석달윤은 이○○(사망), 김○○를 지목하였고, 박공심은 서○○, 안○○, 안○○을 지목하였다.
이에 대하여 중정 수사관 김○○는 “석달윤의 자백에 의해 신문조서만 작성했을 뿐이며, 석달윤을 가혹행위한 기억이 없다”고 진술하였고, 서○○는 “당시 수사 3과로 파견을 나간 상태였다”
라고 진술하였고, 안○○은 “당시 수사 3과에 근무한 것은 맞지만 박공심에 대해서는 기억이 없다”고 진술하였고, 유○○은 “당시 수사가 시작되자 진도에 2회에 걸쳐 보름가량 내려가 있었고, 서울에 올라와서는 박공심을 담당하였다”고 진술하였다.
이에 대하여 진실화해위원회는 “피해자들은 중정에서 구타, 물고문 등 고문을 당하면서 허위 자백하였다고 서울지법 공판에서부터 진실화해위원회 조사에 이르기까지, 일관되게 주장하고 있는 점, 수사기록상으로 특별한 사정이 없이 10~15년 이상 넘은 일을 일시, 장소, 대화내용까지 상세하게 시간 순서대로 자백하는 내용의 진술서들을 반복하여 작성한 점, 피해자들이 자신에게 가혹행위를 한 수사관을 정확히 지목한 점, 석달윤의 고문 후유증에 대한 교도관들의 진술, 당시 조사를 받았던 장소의 상태나 가혹행위 등에 대한 피해자들의 진술내용이 경험하지 못한 사람은 알 수 없을 정도로 구체적이라는 점, 피해자들의 가혹행위 상황이 유사하다는 점 등을 종합하면 수사관들이 부인하는 진술은 믿기 어렵고, 피해자들이 가혹행위 등 강압적인 수사를 받고 자백하였을 개연성이 많다고 인정된다.”고 결론내었다.

### 재심 및 손해배상
위와 같은 조사결과에 따라 2007년 6월 29일 진실화해를 위한 과거사정리위원회는 김정인, 석달윤 간첩조작 의혹사건에 대해 진실규명 결정을 내리고 사건에 대한 재심을 권고하였다.
석달윤, 박공심, 장제영은 2009년 1월 22일 재심결과 무죄 판결을 받았고 억울하게 간첩죄를 뒤집어쓰고 고인이 된 김정인은 드디어 2010년 7월 16일 부인 한화자가 신청한 재심에서 30년 만에 무죄를 선고받았다. 이날 재판부는 판결문에 이례적으로 A4 용지 2장 분량의 '판결을 맺는 말'을 덧붙였다.
"법원이 사법부 본연의 역할을 다하지 못해 무고한 생명을 형장의 이슬로 사라지게 한 것은 아닌가 회한을 떨칠 수 없습니다. 본 재판부 법관들은 과거 잘못된 역사가 남긴 가슴 아픈 교훈을 깊이 되새기며, 이 사건과 같은 불행이 되풀이되지 않도록 각오를 새롭게 하겠습니다. 이 판결로 인해 이미 고인이 된 피고인의 넋이나마 조금이라도 위안을 얻기를 진심으로 기원합니다."